# Brun prinia
Brun prinia (Prinia polychroa) är en sydostasiatisk fågel i familjen cistikolor inom ordningen tättingar.

## Utseende och läte
Brun prinia är en färglös prinia med förhållandevis kraftig näbb och en lång, avsmalnad stjärt. Ovansidan är ljusbrun med svaga mörka streck. Undersidan är ljus, ibland med lite mörka smutsiga teckningar på bröstsidorna. Fågeln skiljer sig från andra prinior i sitt utbredningsområde på avsaknaden av tydliga ansiktsteckningar och den genomgående enfärgade fjäderdräkten. Sången är av två typer, dels en torr rullande drill, dels ett upprepat tvåstavigt "tulip".

## Utbredning och systematik
Brun prinia delas traditionellt in i fyra underarter med följande utbredning:
- Prinia polychroa bangsi – förekommer i södra Kina (sydöstra Yunnan)
- Prinia polychroa cooki – förekommer i centrala Myanmar till östra Thailand, Laos och Kambodja
- Prinia polychroa rocki – förekommer i Laos (Langbian-platån)
- Prinia polychroa polychroa – förekommer på Java

Genetiska studier visar dock att de olika taxonen inte är varandras närmaste släktingar. Numera fördelas underarterna vanligen annorlunda, exempelvis av tongivande International Ornithological Congress (IOC), enligt följande:
- bangsi förs istället till arten Himalayaprinia
- rocki urskiljs som egen art, dalatprinia (P. rocki)
- populationen av cooki i Burma urskiljs som den egna arten burmaprinia (P. cooki)
- östliga cooki beskrivs som ett nytt taxon, deignani; denna och nominatformen utgör brun prinia i begränsad mening.

### Familjetillhörighet
Cistikolorna behandlades tidigare som en del av den stora familjen sångare (Sylviidae). Genetiska studier har dock visat att sångarna inte är varandras närmaste släktingar. Istället är de en del av en klad som även omfattar timalior, lärkor, bulbyler, stjärtmesar och svalor. Idag delas därför Sylviidae upp i ett antal familjer, däribland Cisticolidae.

## Levnadssätt
Brun prinia hittas i lågland och lägre bergstrakter i öppen och torr skog, buskiga områden och kanter av skog och jordbruksmarker. Den kan vara rätt tillbakadragen och svår att få syn på i den täta vegetationen.

## Status och hot
IUCN kategoriserar arten som livskraftig, men följer den traditionella indelningen.

## Namn
Prinia kommer av Prinya, det javanesiska namnet för bandvingad prinia (Prinia familiaris).